# Conacul lui Dinu Ruso
Conacul cu parc al lui Dinu Ruso este un monument de arhitectură de importanță națională, localizat în satul Păulești, raionul Călărași. Reprezintă o clădire abandonată la marginea satului.
Conform Agenției pentru Inspectarea și Restaurarea Monumentelor din Moldova, conacul cu două etaje a fost construit de boierul Dinu Ruso pe teritoriul moșiei sale la sfârșitul sec. al XIX-lea (o dată probabil greșită, dată fiind vârsta copacilor din parc și inscripția „1791” din fața conacului). Tot atunci, a fost amenajată cișmeaua de alături. În perioada sovietică, în conac funcționa tabăra de odihnă pentru copii „Doina” pentru copiii din satul vecin Nișcani. La începutul anilor 1990, aici a funcționat contabilitatea colhozului, iar după independență conacul a fost privatizat.
În parcul dimprejurul conacului se găsește cel mai longeviv platan din Moldova, cu o vârstă de aproximativ 250 de ani. Acesta este ocrotit de stat. De asemenea, în parc se află 24 de pini cu o vârstă de peste 175 de ani sădiți într-un cerc, care serveau ca ceas solar natural și între care se spune că luau masa lucrătorii.

## Galerie de imagini

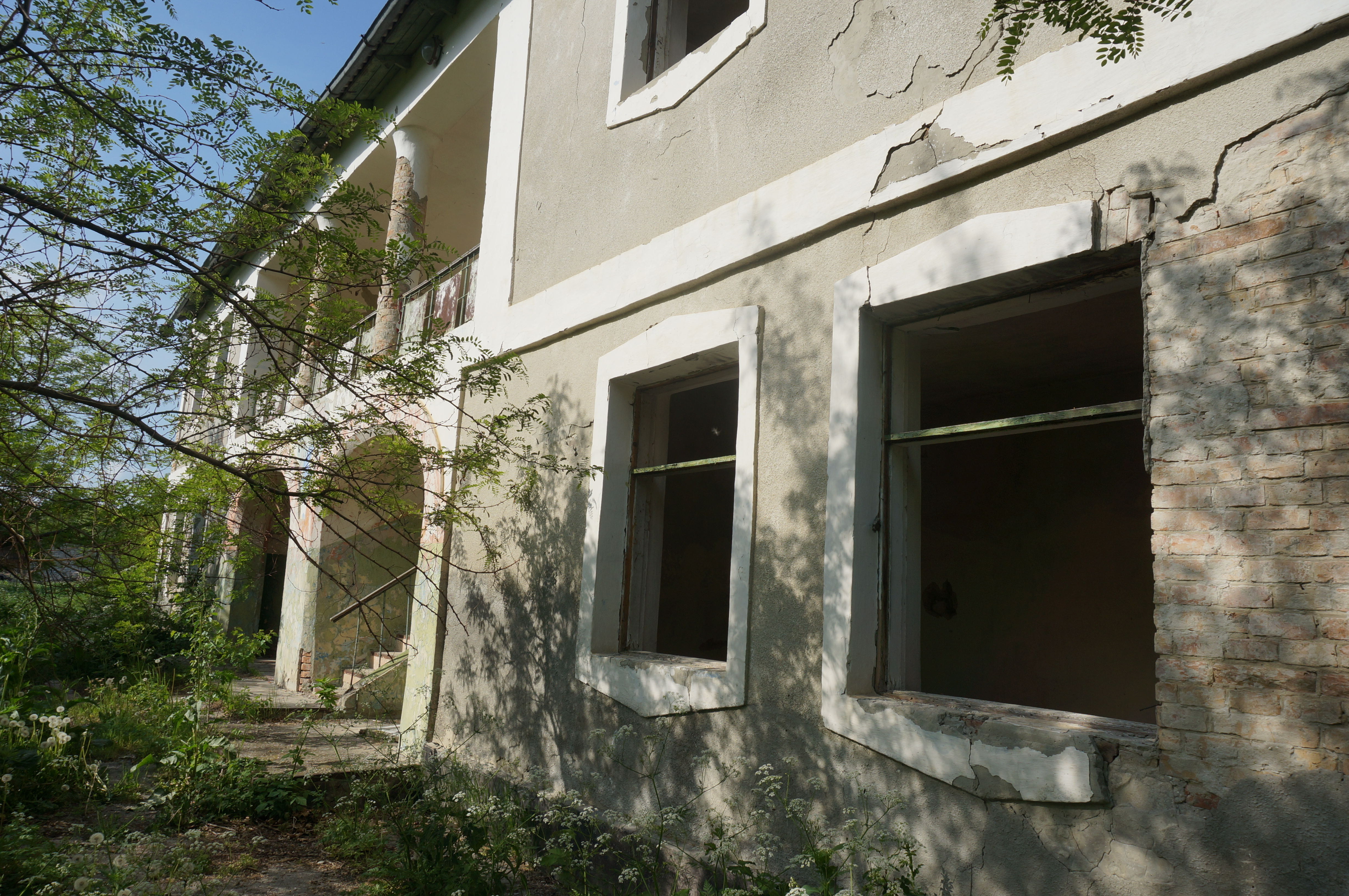
Intrarea principala
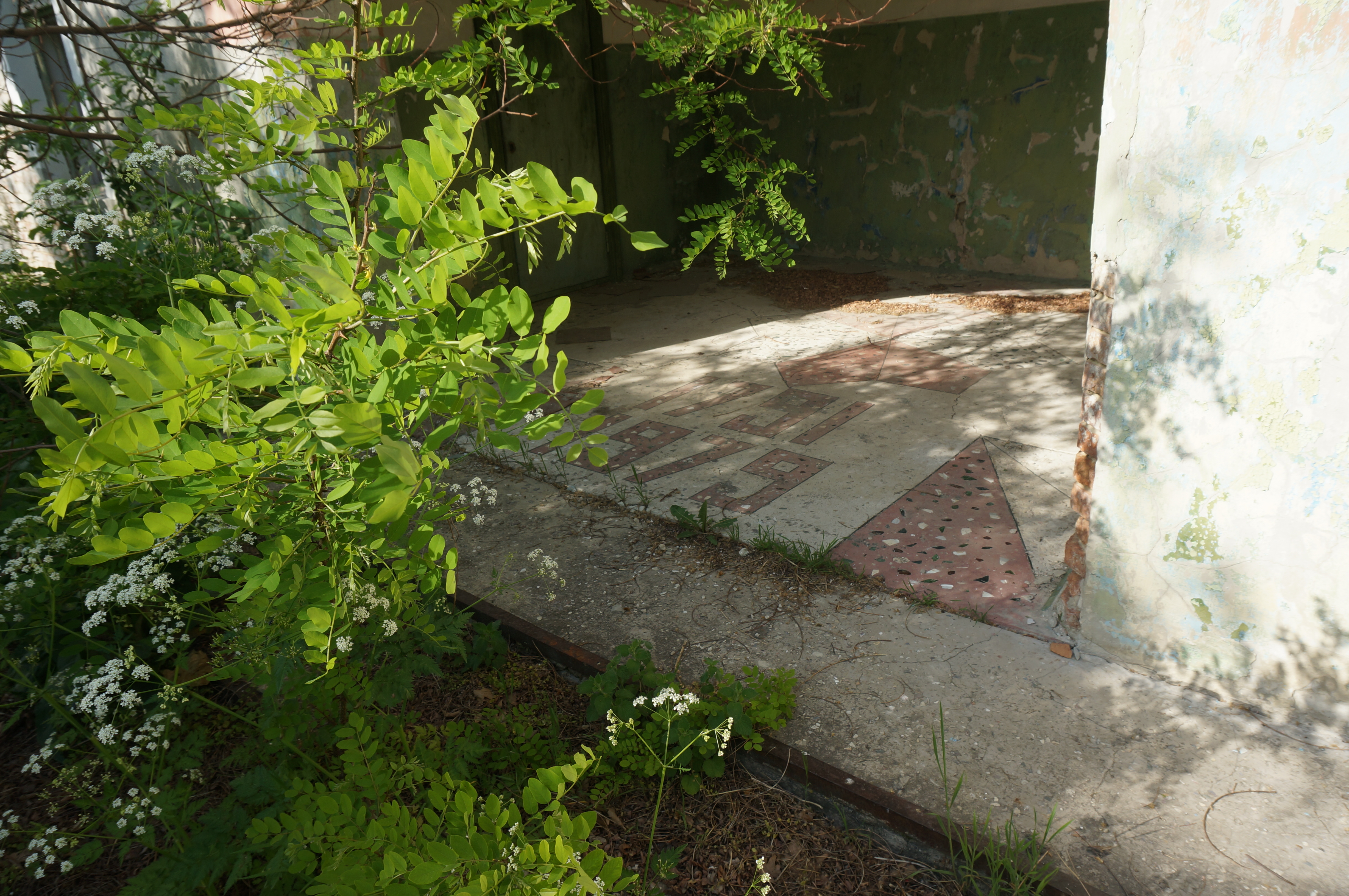
Inscripție la intrare: 1759 1979
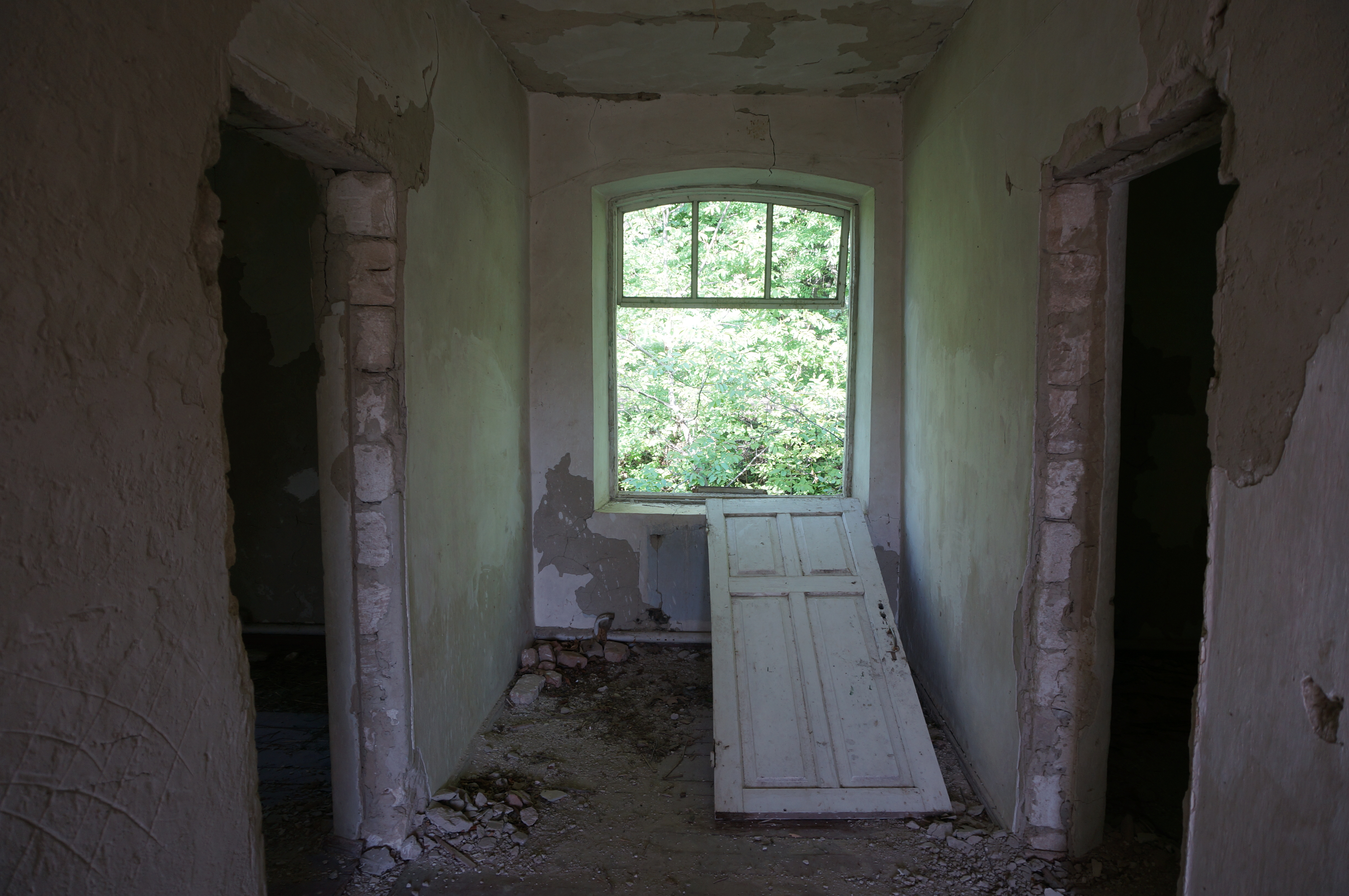
Interior
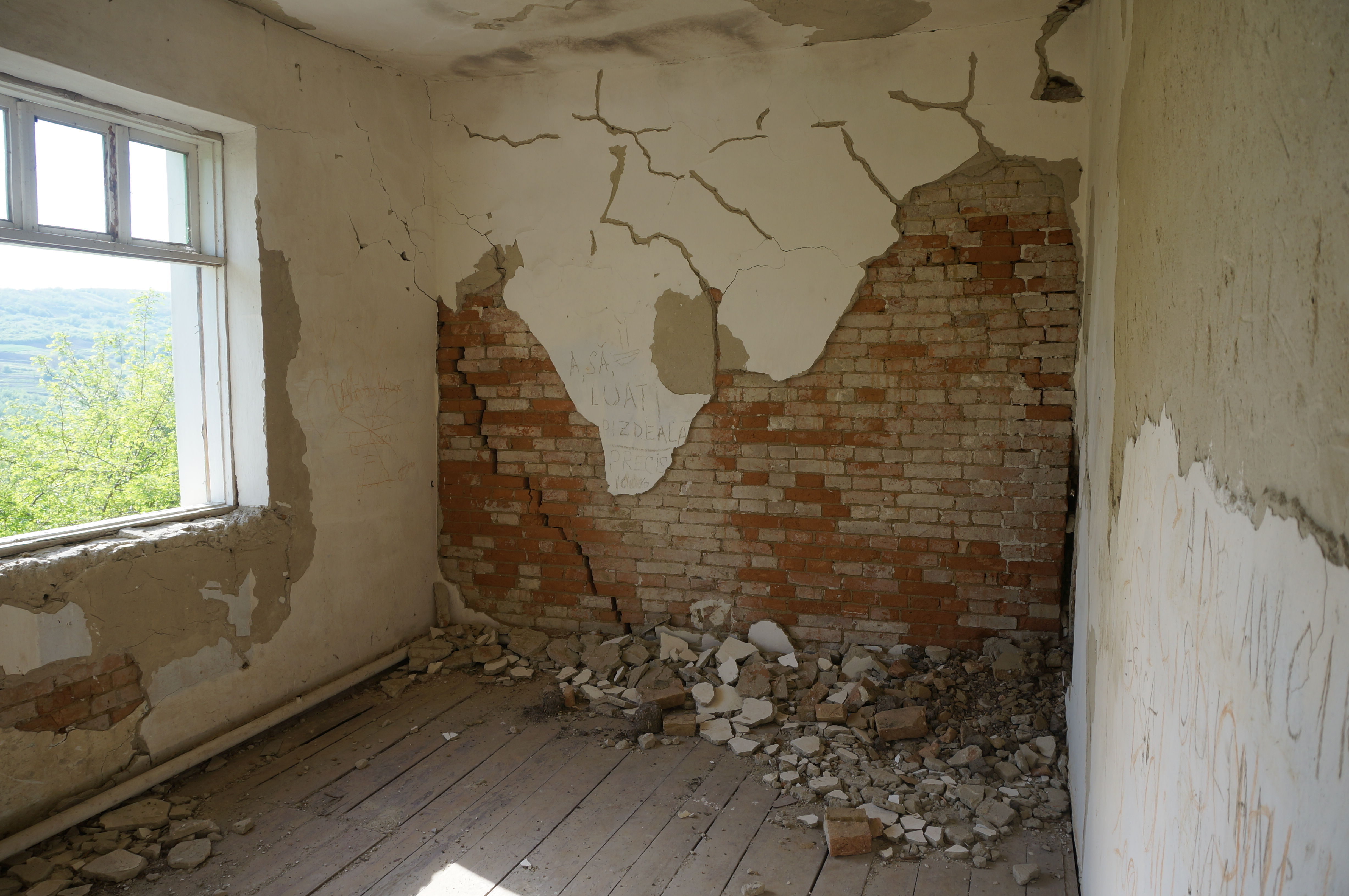
Tencuială deteriorată
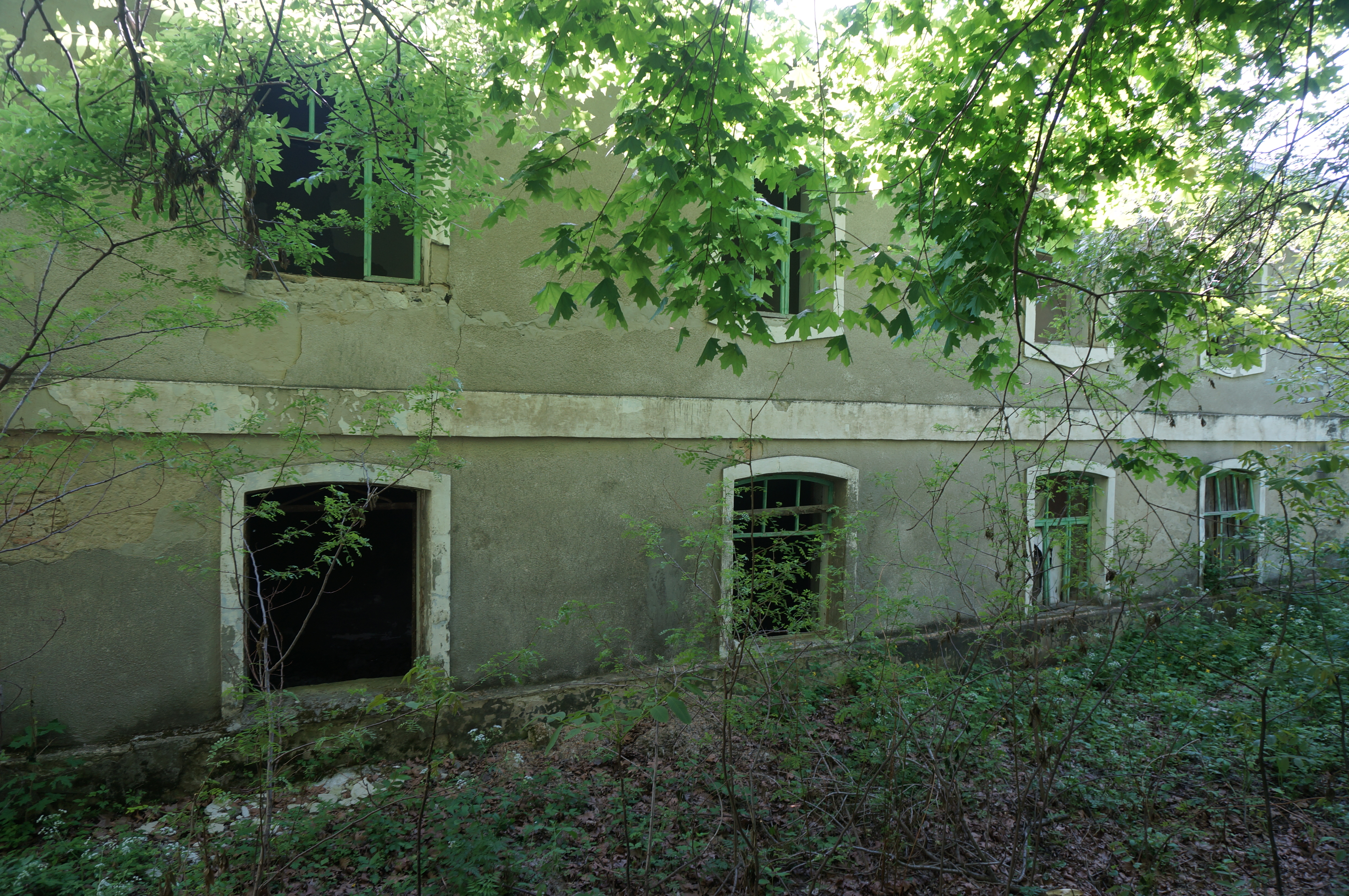
Spatele clădirii
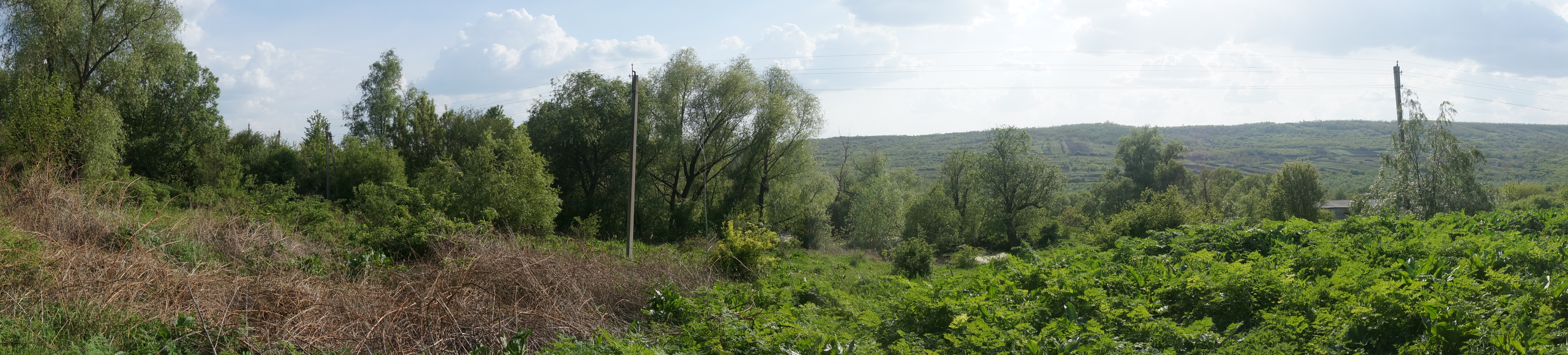
Panorama parcului de lângă conac
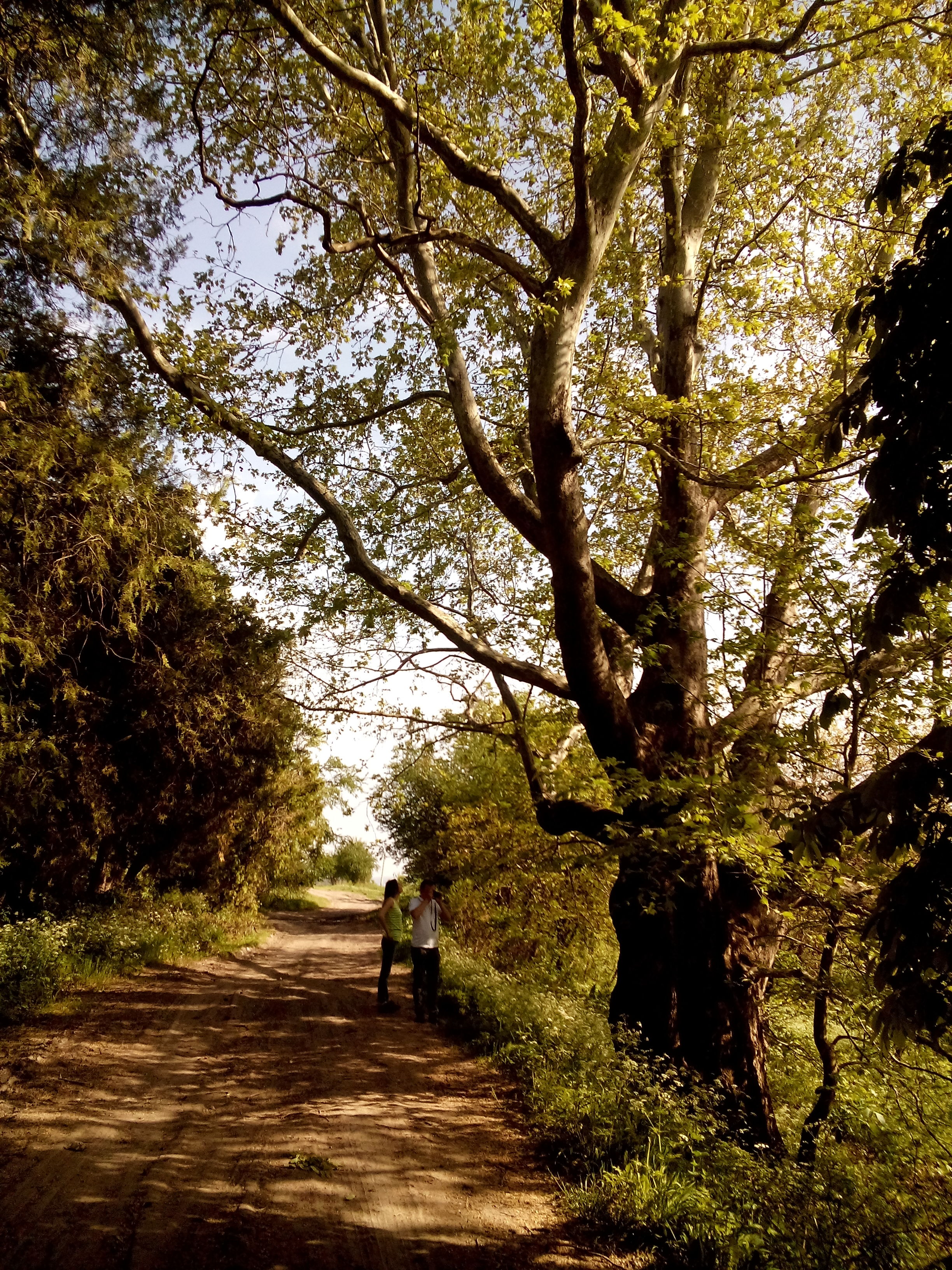
Platanul din parc, cel mai longeviv din Moldova
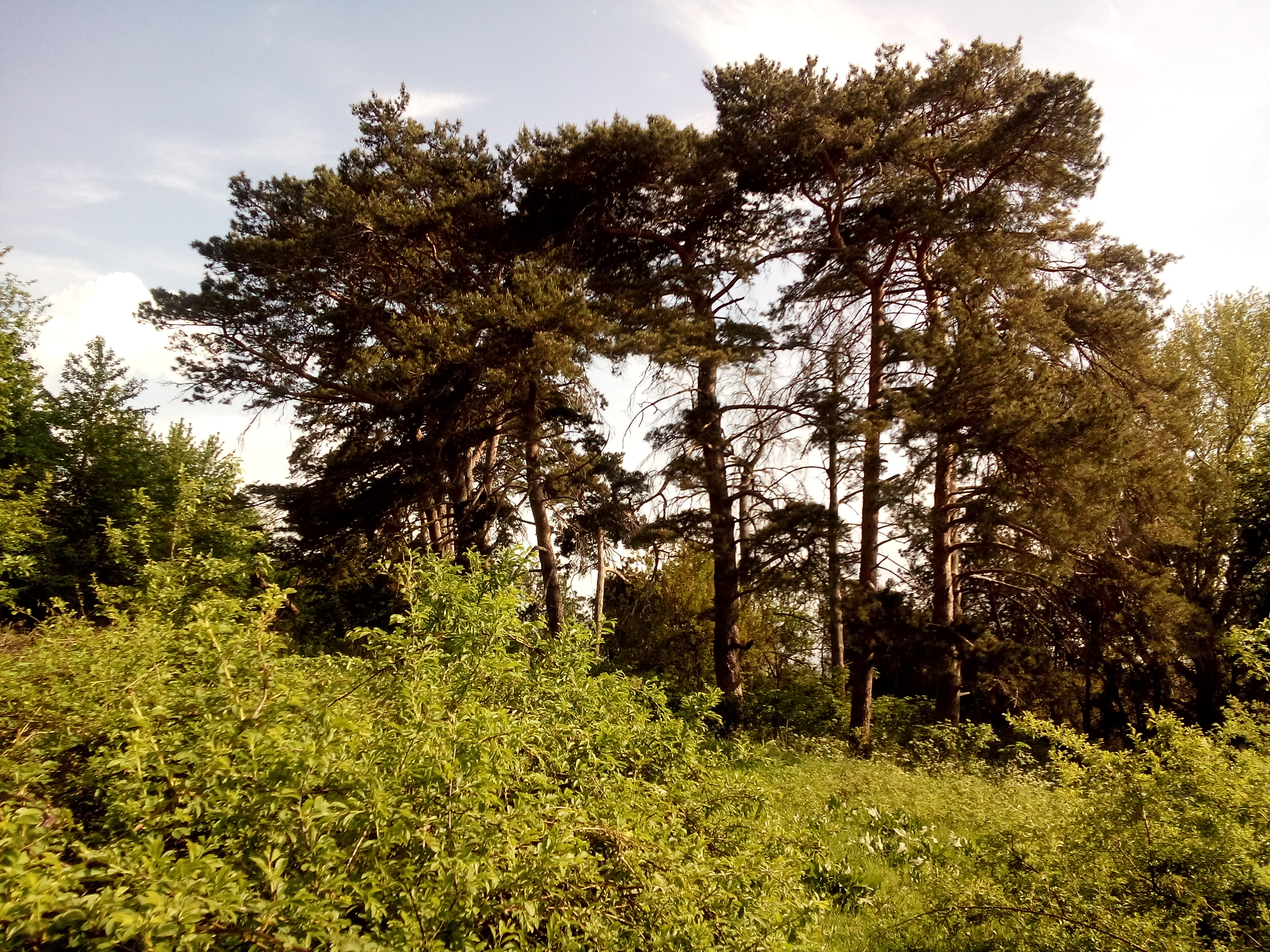
24 de pini amenajați în cerc
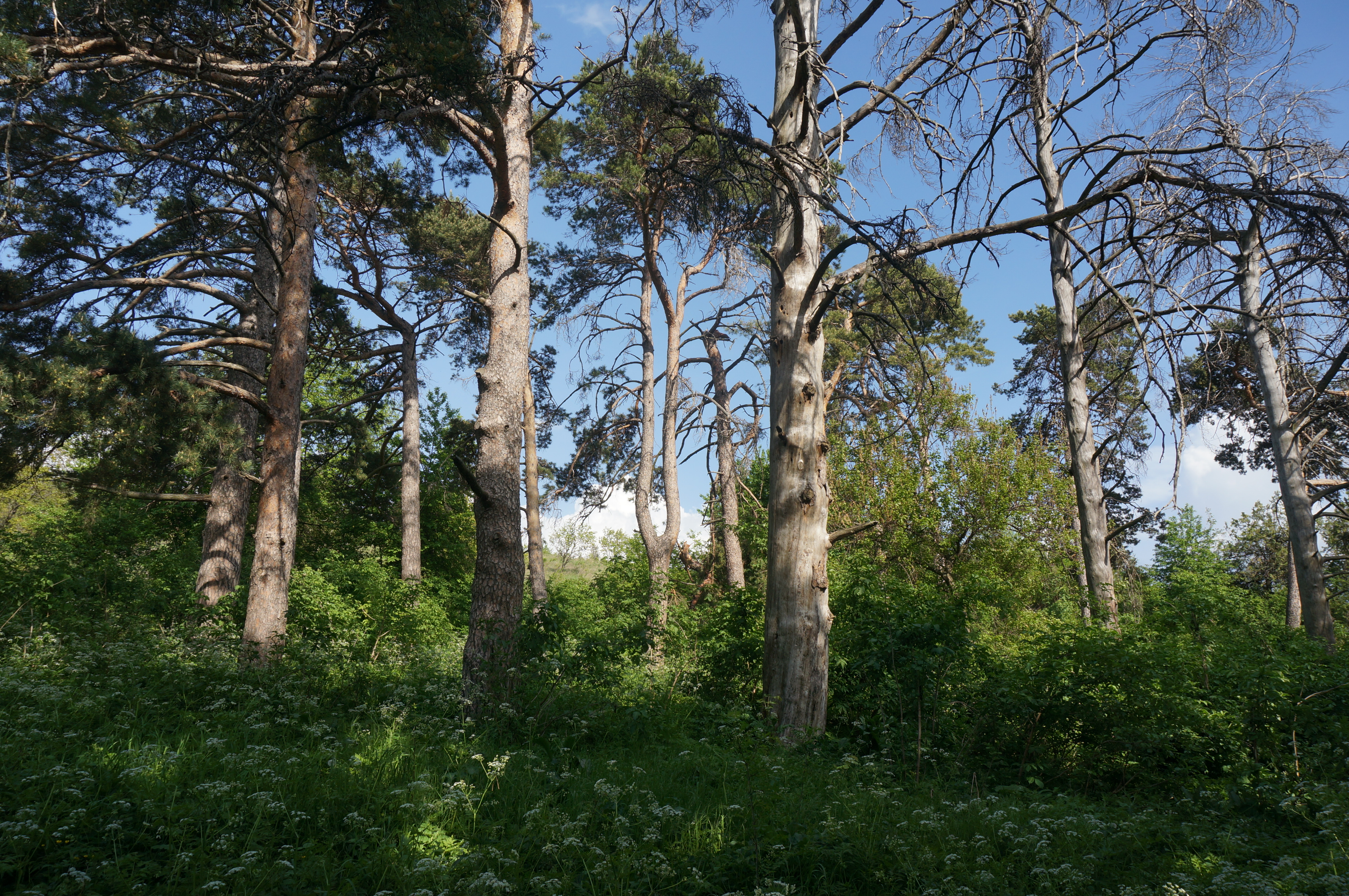
Pinii funcționau ca un ceas solar